# Cuộc thảm sát Pinsk
Cuộc thảm sát Pinsk là vụ hành quyết 35 người dân Do Thái tại Pinsk, xảy ra vào ngày 5 tháng 4 năm 1919 bởi Quân đội Ba Lan. Chỉ huy Ba Lan "tìm cách khủng bố dân Do Thái" sau khi bị hai binh sĩ Do Thái cảnh báo về một cuộc nổi dậy bởi những người Bolshevik có thể xảy ra. [1] Sự kiện này xảy ra sau khi Quân đội Ba Lan chiếm được Pinsk từ tay Liên Xô. [2] Những người Do Thái bị bắt và bị giết chết khi đang họp tại một trung tâm của người Do Thái nhằm thảo luận về việc phân phối viện trợ của Mỹ. Tuy nhiên, Ba Lan lại cho rằng đây là một cuộc "tập hợp bất hợp pháp", do đó, một sĩ quan của Ba Lan đã ra lệnh giết hết tất cả những người tham gia cuộc họp mà không cần lý do. Quyết định này của cảnh sát được các sĩ quan quân đội cấp cao của Ba Lan ủng hộ, nhưng bị dư luận quốc tế chỉ trích mạnh mẽ.

## Phản ứng của quân đội Ba Lan và quốc tế

### Quân đội Ba Lan
Tổng tư lệnh của Ba Lan là Antoni Listowski tuyên bố rằng: “Cuộc tụ họp này là của người Bolshevik và người dân Do Thái đã tấn công quân đội Ba Lan”. [16] Tuyên bố này được đưa ra như một sự biện minh cho tội ác của quân đội Ba Lan. [23] Vào ngày 7 tháng 4 năm 1919, hai ngày sau vụ thảm sát, Listowski đã biện minh cho vụ thảm sát là "toàn bộ người Do Thái trong thị trấn đã phạm tội với tội danh trắng trợn". [3]
Quân đội Ba Lan từ chối cung cấp cho các nhà điều tra quyền truy cập vào các tài liệu liên quan đến các sĩ quan và binh sĩ trong cuộc thảm sát và họ không bao giờ bị trừng phạt. Thiếu tá Łuczyński tham gia vào cuộc thảm sát không những không bị buộc tội mà còn được thăng cấp đạt cấp bậc đại tá (1919) và tướng quân (1924) trong quân đội Ba Lan. [24] Điều này đã bị chỉ trích mạnh mẽ trong các cuộc họp của quốc hội Ba Lan, tuy nhiên, đại diện của quân đội Ba Lan đã phủ nhận mọi hành động sai trái. [15]

### Quốc tế
Báo chí phương Tây gọi đây là vụ thảm sát của Ba Lan tại Pinsk, [25] và được dư luận đặc biệt quan tâm. Theo yêu cầu của chính quyền Ba Lan với tổng thống Wilson, một phái đoàn của Mỹ đã được gửi đến Ba Lan nhằm điều tra bản chất tội ác tàn bạo này. Người dẫn đầu phái đoàn của Mỹ là nhà ngoại giao người Mỹ gốc Do Thái Henry Morgenthau, người đã công bố bản Báo cáo Morgenthau vào ngày 3 tháng 10 năm 1919. Theo kết quả của cuộc điều tra, tổng cộng có khoảng 300 người Do Thái đã thiệt mạng trong sự kiện này. Đồng thời, chỉ trích nặng nề hành động của Thiếu tá Łuczyński và cấp trên liên quan đến vụ thảm sát tại Pinsk.
Morgenthau sau đó kể lại vụ thảm sát trong cuốn tự truyện của mình, ông viết:
Ba mươi lăm nạn nhân này là ai? Họ là những người lãnh đạo của cộng đồng Do Thái địa phương, lãnh đạo tinh thần và đạo đức của 5.000 người Do Thái. Họ là những người đứng đầu các tổ chức từ thiện, giám đốc bệnh viện và là bạn của người nghèo. Tuy nhiên, đối với người sĩ quan cực kỳ tàn bạo và thậm chí còn vô cùng ngu ngốc này thì họ là những người phạm tội. [29]

### Tưởng niệm
Năm 1926, cộng đồng Gevat (Gvat) được thành lập bởi những người di cư từ Pinsk đến Vương quốc Palestine của Anh để tưởng nhớ các nạn nhân vụ thảm sát Pinsk.